# Військова академія Сербії
Військова академія (серб. Војна академија) — державний навчальний заклад вищої військової освіти та бойової підготовки, що працює з 1850 року у Белграді, Сербія. Є одним з двох факультетів белградського Університету оборони, входить до структури Міністерства оборони Сербії, займається підготовкою кваліфікованих кадрів для Збройних сил Сербії.

## Історія
Коли Сербське князівство набуло статус автономії, з'явилася потреба у державній професійній військовій освіті, і у 1830-х роках було здійснено декілька спроб її задовольнити. Так, ще у 1833 році князь Милош Обренович послав до Росії тридцять молодих сербів «вчитися на офіцерів». Чотири роки по тому у країні з'явилася перша військова школа з трирічним навчанням, хоча проіснувала вона не довго. Для посилення обороноздатності держави міністр закордонних справ Ілля Гарашанін запропонував створити артилерійську школу, Національна рада схвалила цю пропозицію, і 18 березня 1850 року князь Александр Карагеоргієвич підписав указ про заснування навчального закладу — саме з цієї дати майбутня академія веде відлік своєї історії. Активну участь у створенні навчальної програми новоствореної артилерійської школи брав видатний військовий теоретик Франтішек Александр Зах, він же став першим керівником школи.
Після запеклої Сербсько-турецької війни 1876—1877 років Князівство Сербія розширило свої кордони та отримало незалежність — це, в свою чергу, призвело до необхідності удосконалення військової освіти. Тодішній військовий міністр, що очолював генеральний штаб підполковник Йован Мишкович виступив з ініціативою реорганізації артилерійської школи у повноцінну Військову академію. У такому вигляді навчальний заклад працював аж до Балканських воєн 1912 року, навчання припинялося на час Першої світової війни і пізніше була перерва під час Другої світової війни.
У наступні роки академія пройшла через низку реструктуризацій та перейменувань, її інтегрували у загальну освітню систему Соціалістичної Федеративної Республіки Югославія та поставили на службу Югославської народної армії — у такому статусі вона проіснувала у 1951—1992 роках. У результаті громадянської війни та розпаду Югославії академія набула свій нинішній статус, ставши підрозділом Белградського університету оборони.

## Навчання
Військова академія займається підготовкою кваліфікованих офіцерів для подальшого проходження служби у лавах Збройних сил Сербії — курсанти отримують необхідний рівень знань та навичок для командування усіма родами військ. Навчальна програма бакалаврату включає як обов'язкові дисципліни, так і додаткові факультативні курси, доступні для курсантів за бажанням. Перші два роки навчання однакові для усіх курсантів, але потім кожен курсант повинен обрати один з шести можливих напрямків: керівництво обороною, електронна інженерія, механічна інженерія, хімічна інженерія, військова авіація або оборонна логістика. Кожен з напрямків має по декілька елективних спеціалізованих курсів.

## Звання
| Підофіцери | Старшина першого класуСтарији водник прве класе | СтаршинаСтарији водник | СержантВодник            |
| Солдати    | Молодший сержантМлађи водник                    | КапралДесетар          | Молодший капралРазводник |